# Отчаяние
Отча́яние — отрицательная астеническая эмоция, связанная с ощущением субъектом невозможности удовлетворить какую-либо потребность.
Отчаяние может привести к депрессии или является одним из симптомов депрессии.

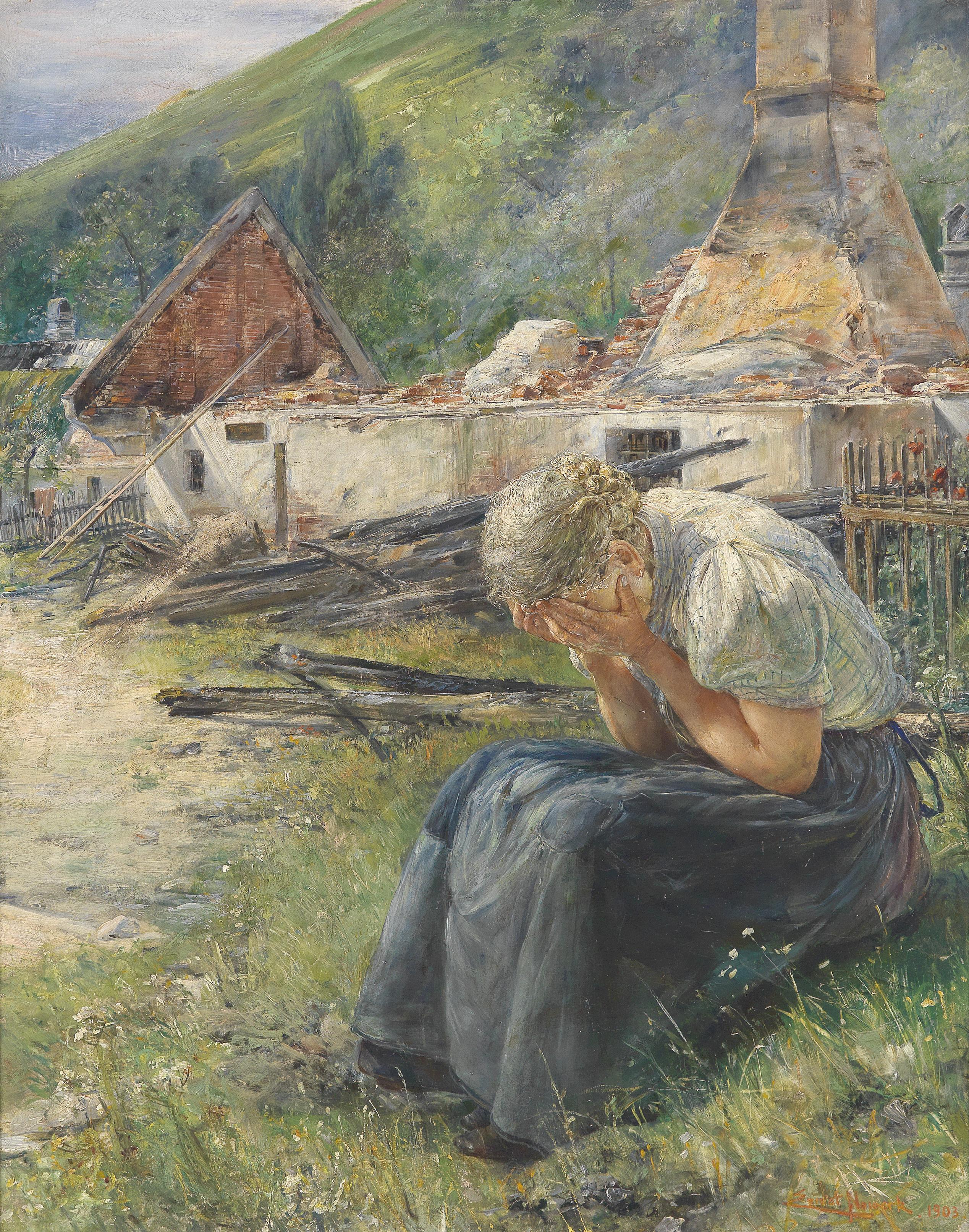
На следующий день, картина Эрнста Новака, 1903 г.

## Механизм отчаяния
Чаще всего отчаяние является следствием сильного негативного влияния на жизнь человека. Это может быть смерть близкого человека, крупная значимая неудача и т. д. Человек, понимая, что не может контролировать это негативное влияние, начинает думать, что не может никак исправить эту ситуацию, в результате этого у него рождается субъективное ощущение безысходности, бесперспективности, собственного бессилия.